# Socialistische Volkspartij van Montenegro

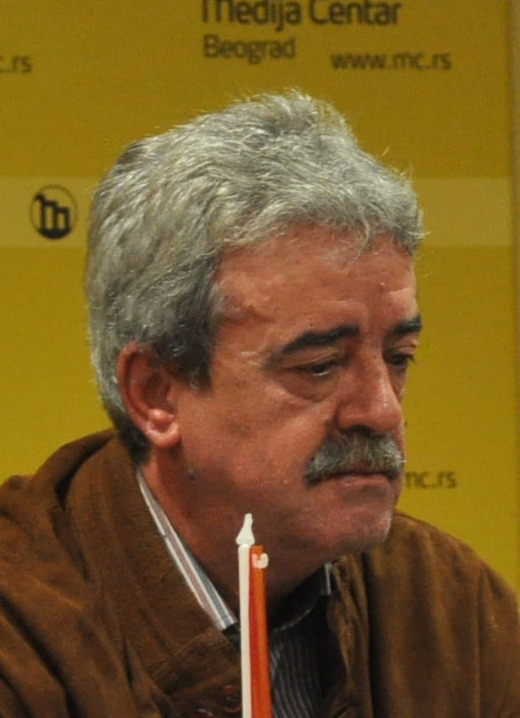
Oprichter van de SNP Momir Bulatović (1956-2019)

De Socialistische Volkspartij van Montenegro (Montenegrijns: Социјалистичка народна партија Црне Горе / Socijalistička narodna partija Crne Gore, SNP) is een sociaaldemocratische en sociaal-conservatieve politieke partij in Montenegro.

## Geschiedenis
De SNP werd op 28 februari 1998 opgericht door de Montenegrijnse oud-president Momir Bulatović (1956-2019), die kort daarvoor uit de Democratische Partij van Socialisten van Montenegro (DPS) was getreden nadat hij de presidentsverkiezingen van 1997 was verslagen door DPS-partijgenoot Milo Đukanović. Bulatović en zijn SNP waren voorstanders van het behoud van de Federale Republiek Joegoslavië, waar Montenegro opdat moment samen met Servië deel van uitmaakte en verzetten zich tegen het beleid van de nieuwe president Đukanović die de banden met Servië losser wilde maken. Bulatović en de SNP ontvingen steun van de Servische regering en de Joegoslavische president Slobodan Milošević (1941-2006). Pogingen van de kant van Milošević om zijn Socialistische Partij van Servië te doen fuseren met de SNP werd echter door Bulatović gezien als een stap te ver en van de hand gewezen.
Bij de Montenegrijnse parlementsverkiezingen van mei 1998 werd de SNP met 29 zetels de grootste individuele partij in het parlement, maar de lijstverbinding van DPS en bondgenoten werd met 42 zetels het grootste blok in de volksvertegenwoordiging en vormde derhalve de regering van Montenegro. Tijdens de opeenvolgende verkiezingen in het land ontwikkelden SNP en DPS zich tot elkaars concurrenten, waarbij de DPS tot recentelijk (2020) altijd als de overwinnaar uit de bus is gekomen.
Met de val van het regime van Milošević in Servië viel een grote steunpilaar voor de SNP weg. In aanloop naar de Montenegrijnse parlementsverkiezingen in 2001 vormde de SNP een lijstverbinding met de drie pro-Servische conservatieve partijen onder de naam Samen voor Joegoslavië (ZZP). De lijstverbinding moest zich tevreden stellen met 33 zetels (waarvan 21 voor de SNP) en bleef daarmee in de oppositie. Bij de verkiezingen van 2002, waar het vooral ging over het handhaven van de Joegoslavische federatie of onafhankelijkheid voor Montenegro wierp de SNP zich op als de grote pleitbezorger voor het behoud van de status quo. Samen voor Joegoslavië kreeg onder leiding van Predrag Bulatović 38,4% van de stemmen, goed voor 30 zetels (SNP 19 zetels). De DPS die groot voorstander was van een zelfstandig Montenegro won echter ook deze verkiezingen.
In 2006 werd Montenegro onafhankelijk en de SNP accepteerde dit voldongen feit. De partij werd zelfs voorstander van toetreding van Montenegro tot de Europese Unie. Samenwerking met Servië blijft echter een belangrijk uitgangspunt. 
In 2009 leed de SNP een verkiezingsnederlaag en ging van 19 naar 8 zetels in het parlement. Bij de verkiezingen van 2016 maakte de SNP deel uit van de bundeling van oppositiepartijen, Koalicija Ključ, maar viel terug naar 3 zetels en dit slechte resultaat zorgde ervoor dat partijleider Srđan Milić (*1965) die plaats maakte voor Vladimir Joković (*1967). Bij de verkiezingen van 2020 die in het teken stonden van de corruptie van de DPS-regering wist de SNP als onderdeel van de gezamenlijke oppositie een einde te maken aan het dertigjarige machtsmonopolie van de DPS. Als individuele partij kreeg de SNP 5 van de 81 zetels in het parlement. Een nieuw, technocratisch, kabinet werd gevormd waaraan de SNP parlementaire steun verleende. Bij de parlementsverkiezingen van 2023 bleven voor de SNP nog maar twee zetels over.

## Verkiezingsresultaten
| Zetelverdeling | Zetelverdeling | Zetelverdeling | Zetelverdeling |
| Jaar           | %              | Zetels         | Totaal         |
| -------------- | -------------- | -------------- | -------------- |
| 1998           | 35,62          | 29             | 78             |
| 2001           | 40,56          | 21             | 77             |
| 2002           | 38,43          | 19             | 75             |
| 2006           | 14,07          | 8              | 81             |
| 2009           | 16,83          | 16             | 81             |
| 2012           | 11,06          | 9              | 81             |
| 2016           | 11,05          | 3              | 81             |
| 2020           | -              | 5              | 81             |
| 2023           | 3,13           | 2              | 81             |